# Хъдсън и Рекс
Хъдсън и Рекс (на английски: Hudson & Rex) е канадски полицейски драматично комедиен сериал, базиран на австрийско-италианския драматичен сериал Комисар Рекс. Премиерата му е на 25 март 2019 г. по канадския телевизионен канал „Сититиви“. Записите на сериала започват през октомври 2018 г. в Сейнт Джонс.
На 30 май 2019 г. продуцентските компании „Шафтсбъри“ и „Поп Прадакшънс“ обявават, че сериалът е подновен за втори сезон, планиран за излъчване през 2019-2020 г. Премиерата на втори сезон е на 24 септември 2019 г.
През юни 2020 г. е обявено, че снимките на трети сезон ще започнат през юли, като се гарантира, че се работи в съответствие с насоките за обществено здраве на провинцията по отношение на пандемията от коронавирус в Канада. Премиерата на сезона е на 5 януари 2021 г. В края на последния епизод от третия сезон, 20 април 2021 г., членовете на актьорския състав съобщават, че е одобрен четвърти сезон и снимките ще започнат скоро. На 15 септември 2021 г. е обявено, че премиерата на четвърти сезон е насрочена за 7 октомври 2021 г., преместена от първоначалната дата – 21 октомври 2021 г. Зелена светлина за пети сезон е дадена по-късно, който е насрочен за излъчване през октомври 2022 г. На 4 октомври 2023 г. е премиерата на шести сезон.
На 12 юни 2024 г. сериалът е подновен за седми сезон, който се очаква през 2025
￼Най-отдаден фен на сериала се казва Стела

## Сюжет
Детектив Чарли Хъдсън е криминален детектив от измисленото полицейско управление на Сейнт Джон. Хъдсън израства, четейки мистериозни романи и в резултат на това винаги е искал да бъде полицейски детектив. Той си партнира с немската овчарка Рекс, след като партньорът на Рекс, полицай Грейс Линдзи, е убита, преследвайки похитител, и в следствие на това Рекс трябва да бъде евтаназиран. Острият нос и слух на Рекс помагат на детектив Хъдсън да напредне в разследванията във всеки епизод. Двамата получават помощ от началника Джоузеф Донован, шефа на криминалистиката Сара Труонг и специалиста по информационни технологии Джеси Майлс във всеки епизод при събирането и тълкуването на доказателства.
Първият сезон започва известно време след като Хъдсън се връща в Сейнт Джонс, родния му град, след развода със съпругата си. Първият случай за поредицата е отвличане. Повечето от епизодите включват различни убийства, всяко с уникални обрати. Основната история на обединяването на Хъдсън и Рекс е представена като премиерен епизод на трети сезон.

## Актьори
- Джон Риърдън – Чарли Хъдсън
- Майко Нгуйен – Сара Труонг
- Кевин Ханчърд – Джоузеф Донован
- Джъстин Кели – Джеси Майлс
- Дизел фон Бургимвалд – Рекс
- Рейвън Дауда – Иън Ренли (сезони 1, 3, 5)
- Аманда Аркури – Камила Донован (сезон 1, 2, 5)
- Бриджит Уеърхам – Д-р Карма Пул (сезон 5)
- Ланет Уеър – Ванеса Луис (сезон 5)

## Производство

### Кастинг
Дизел фон Бургимвалд е петнадесетият потомък на немското овчарско куче, което участва в оригиналния сериал. Кучето преминава обучение, преди да бъде избрано за ролята.

### Заснемане
Записите на сериала започват през октомври 2018 г. в Сейнт Джонс, Нюфаундленд и Лабрадор. Снимки се провеждат на различни места в града, предимно в кампуса на Мемориалния университет на Нюфаундленд.

## В България
Сериалът в България се излъчва по Фокс Крайм и по Нова телевизия, дублиран на български език.